# Nykonoriwka (obwód doniecki)
Nykonoriwka (ukr. Никонорівка) – wieś na Ukrainie, w obwodzie donieckim, w rejonie kramatorskim. W 2001 liczyła 398 mieszkańców, spośród których 319 wskazało jako ojczysty język ukraiński, a 79 rosyjski.